# Толбухин, Артемий Ильич
Артемий Ильич Толбухин (16?? — 8 (19) ноября 1750) — российский контр-адмирал.

## Биография
В 1716 году окончил курс Морской академии с производством в гардемарины и в октябре 1716 года командирован в Венецию для продолжения морского образования. До 1719 года, состоя на иностранной военной службе, принял участие в нескольких сражениях с турецким флотом, по возвращении в Россию 1 июня 1720 года произведен в унтер-лейтенанты галерного флота.
В 1723 году командирован в Воронеж на строительство флота.
В 1726 году получил в командование корабль «Святой Яков», в 1729 году произведен в лейтенанты.
В 1730 году назначен советником при адмиралтейской конторе, с 1733 года — прокурор Адмиралтейств-коллегии. В 1739 году произведен в капитаны галерного флота, присутствовал в Комиссариатской экспедиции.
В 1743 году, в последний год Русско-шведской войны, назначен при главном начальствовании генерал-фельдмаршала Ласси командиром эскадры галерного флота, отправленного в Аландские шхеры. Три года командовал этой эскадрой и 19 августа 1745 года произведен в капитан-командоры.
В октябре 1746 года назначен присутствующим в конторе галерного флота.
17 апреля 1750 года произведен в контр-адмиралы, в том же году скончался.